# Сваричовская-Мамет, Ольга Владимировна
Ольга Владимировна Сваричовская-Мамет (1892, Курск — 1986, Москва) — русская сестра милосердия и советский коллекционер, москвовед.

## Биография
Родилась в 1892 году в Курске в семье царского генерала Владимира Егорьева (1869—1948), впоследствии участника Гражданской войны в России. 
Ольга со своими родителями жила в Санкт-Петербурге, училась в Смольном институте благородных девиц. В 1910 году окончила Петроградскую женскую гимназию им. святой Евфросинии Суздальской. В 1911 году проследовала за отцом в Черногорию, куда Егорьев был командирован на три года. Когда в следующем году началась Первая Балканская война, девушка стала сестрой милосердия. В период Гражданской войны вслед за отцом примкнула к большевикам и поступила на работу машинисткой при штабе. В последующие годы работала в различных культурных учреждениях Москвы.
Ольга Сваричовская активно увлекалась коллекционированием и собирательством. Коллекцию Сваричовской составляют различные материалы: очерки из московских газет об истории улиц и площадей города, очерки о памятниках Москвы.
Скончалась в 1986 году в Москве. Похоронена на 1-м участке Нового Донского кладбища.

## Семья
- Брат — Владимир Владимирович Егорьев (1896—1943), юрист, консультант правового отдела НКИД СССР, репрессирован[1].
- Первый муж — Дмитрий Сваричовский, второй муж — Яков Павлович Мамет (1904—1938), брат востоковеда Льва Мамета, был репрессирован. В обоих браках Ольга Владимировна имела троих сыновей[2].